# Kopparsikoppa, Hangal
Kopparsikoppa là một làng thuộc tehsil Hangal, huyện Haveri, bang Karnataka, Ấn Độ.